# Martin Lowe, Financier
Martin Lowe, Financier est un film muet américain réalisé par Frank Lloyd et sorti en 1915.

## Fiche technique
- Titre : Martin Lowe, Financier
- Réalisation : Frank Lloyd
- Scénario : Bennett Cohen
- Production : Carl Laemmle pour Universal Film Manufacturing Company
- Genre : Film dramatique
- Date de sortie :
  - États-Unis : 14 mars 1915

## Distribution
- Frank Lloyd : Martin Lowe
- Gretchen Lederer : Helen Stebbins
- Millard K. Wilson : Harry
- Marc Robbins : Abner Stebbins
- May Benson : Mère Benson
- Helen Leslie
- Vera Sisson